# Guglielmo Braconcini
Guglielmo Braconcini (Arezzo, 28 agosto 1889 – Roma, 10 gennaio 1940) è stato un attore, regista e produttore cinematografico italiano.

## Biografia
Fu attivo ai tempi del cinema muto e lavorò esclusivamente per le case di produzione napoletane. La sua prima apparizione sul grande schermo risale al 1913 in I nomadi, prodotto e diretto da Elvira Notari.
Nel 1919 girò il suo primo film da regista dal titolo Dalila della Partenope Film dei fratelli Troncone, a cui fece seguito l'anno seguente i film Cosetta...Cosetta e Dov'è la mia vita?.
Nel 1920 fondò la Vesuvius Film, nella quale fu direttore artistico, attore e regista. La sua manifattura produsse soltanto due lungometraggi: Abat-jour di Aroldo De Santis (1923) e L'inganno dell'anima diretto e interpretato dallo stesso Braconcini (1924).